# 巴斯貝克湖
54°24′59″N 10°18′6″E / 54.41639°N 10.30167°E
巴斯貝克湖（德語：Barsbeker See），是德國的湖泊，位於該國北部石勒蘇益格-荷爾斯泰因州，由普倫縣負責管轄，面積0.18平方公里，處於海平面水平，湖岸線長度3.2公里。